# Batouri
Batouri è la capitale del dipartimento di Kadey, in Camerun e la seconda città per popolazione della Regione dell'Est.
In città, che è sede vescovile, si trova la cattedrale di Nostra Signora (Notre-Dame).

## Collegamenti
La città è collegata alla capitale della regione Bertoua, distante 90 chilometri, con una strada non asfaltata. La città è collegata tramite bus con Bertoua con diverse corse al giorno, con la capitale Yaoundé e Yokadouma con una corsa giornaliera.